# 大幹部 無頼
『大幹部 無頼』（だいかんぶ ぶらい）は、1968年4月28日に公開された日本の映画。製作は日活。無頼シリーズ第2作
、小澤啓一の監督昇進第一回作品である。

## あらすじ
上野組との抗争を辛くも生き延びた五郎は弘前へと渡り、恋人の雪江と再会したが、今は亡き、兄貴分の妻が病の床にあった。過去を忘れるため、五郎は荷役人として人生のリスタートを図る。

## 配役
- 藤川五郎 ： 渡哲也
- 橋本雪江 ： 松原智恵子
- 木内剛： 内田良平
- 若林淳 ： 岡崎二朗
- 根本勝次： 田中邦衛
- 和泉竜作： 山内明
- 浅見節子（洪介の妻）： 真屋順子
- 浅見恵子（洪介の妹）： 太田雅子
- 杉山夢子： 松尾嘉代
- ドス健 ： 深江章喜
- 木内組組員： 郷鍈治
- 矢野： 江角英明
- 高宮組組長： 藤岡重慶
- 稲武組組長： 山田禅二
- マネージャー： 久遠利三
- タクシー運転手： 木島一郎
- 矢野の妻： 若原初子
- 矢野： 河上喜史朗
- 電話局員： 長弘
- 五郎の上司： 黒田剛
- 医者： 英原穣二
- 木内組組員： 吉田武史
- 稲武組組員： 高橋明
- 和泉の愛人：秋とも子
- 木内組組員：田畑善彦、岩手征四郎、溝口拳、根本義幸、水川国也
- 和泉組組員： 熱海弘到
- 稲武組組員： 沢美鶴
- 和泉組組員： 有村道宏
- 稲武組組員： 大浜詩郎
- 和泉組組員： 大前田武、北上忠行
- 振付： 小松庸子
- 刺青： 河野弘
- 技斗： 渡井嘉久雄
- 鈴木菊江： 芦川いづみ
- 浅見洪介（和泉組代貸）： 二谷英明

## スタッフ
- 監督 ： 小澤啓一
- 脚本： 池上金男
- 企画 ： 岩井金男
- 原作 ： 藤田五郎
- (或る暴力団幹部のドキュメント「無頼」南北刊著)
- 音楽 ： 伊部晴美
- 助監督 : 澤田幸弘[3]

## 併映作品
『赤道を駈ける男』
- 脚本：才賀明、斎藤武市 / 監督：斎藤武市 / 主演：小林旭

## 映像ソフト
- 1987年3月10日に日活からビデオソフト化（VHS）されたが廃盤、現在はDVD化はされてない。